# Camerino (teatro)

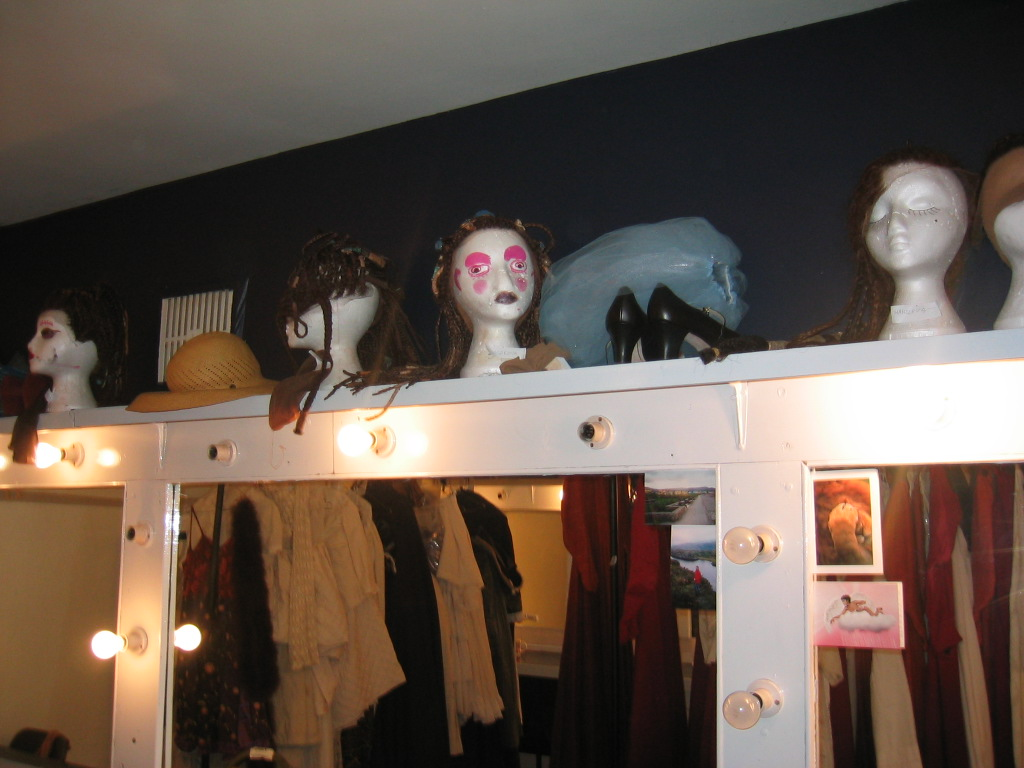
Un camerino

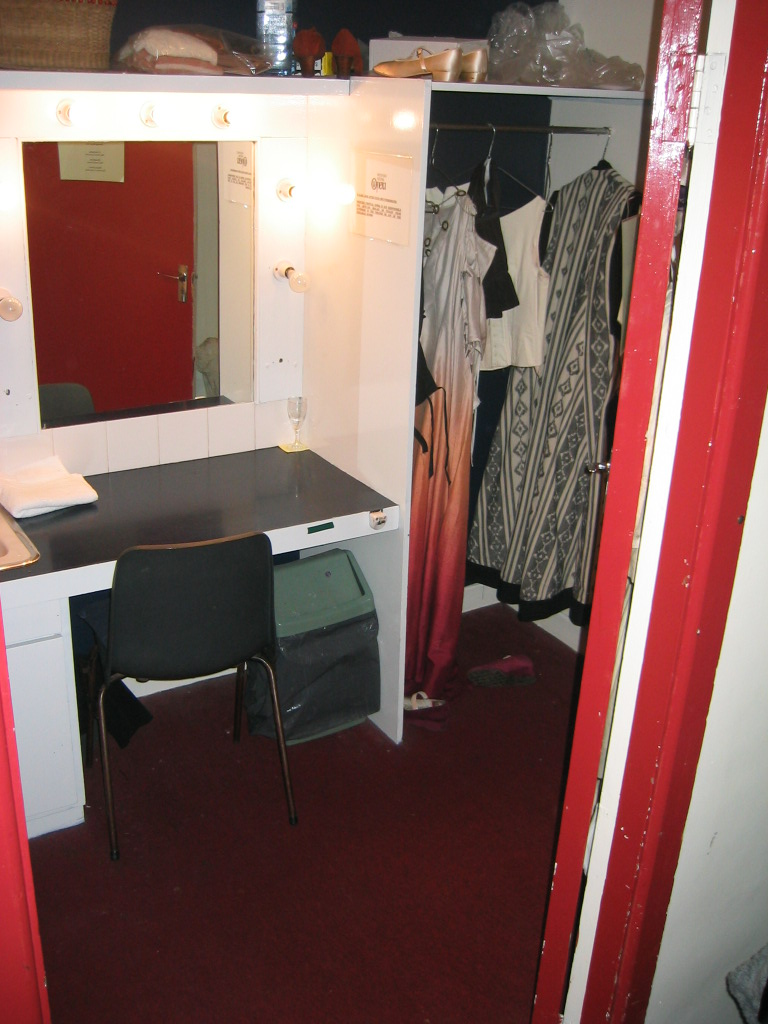
Camerino di teatro

Il camerino è un locale dell'edificio teatrale adibito al trucco e alla vestizione dell'attore.

## Descrizione
Come tale, di norma ospita:
- Un sistema di interfono per ascoltare quello che succede in palcoscenico
- Un tavolo per il trucco, decisamente ampio per poter ospitare parrucche e cosmetici
- Uno specchio corredato di file di lampadine disposte verticalmente per fare in modo che sul viso, riflesso, non siano presenti ombre
- Un bagno e quando non è presente almeno un lavandino
- Un armadio corredato di diversi appendiabito

Il camerino adibito all'attore più importante di una compagnia, viene detto "primo camerino" ed è spesso più grande degli altri: può ospitare un divano per poter ricevere ospiti illustri. L'usanza, di stampo ottocentesco, deriva dalla figura del grande attore o mattatore, il quale era solito servirsi del camerino come i nobili dei palchetti, a mo' di salotto personale. Sebbene oggi l'usanza non abbia ragione di esistere, il camerino dell'attore protagonista è spesso luogo di ritrovo per scambio di osservazioni e discussioni dopo la rappresentazione teatrale.
In alcuni teatri storici come La Pergola di Firenze, il primo camerino è situato in diretta prossimità del palcoscenico.

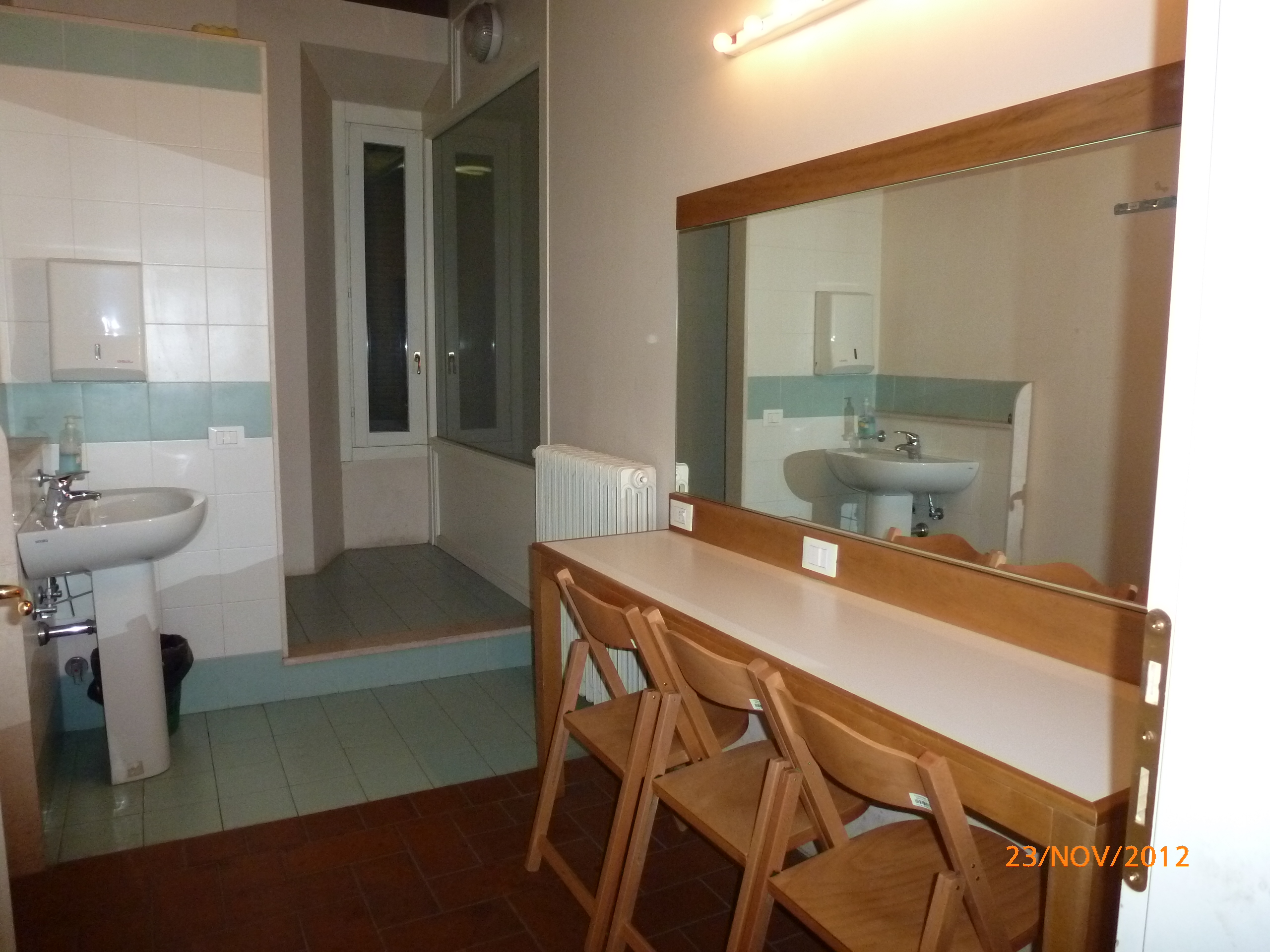
Uno dei camerini del Teatro Nuovo "Gian Carlo Menotti" di Spoleto

 Tutti gli altri attori con un ruolo hanno camerini normalmente simili e possono essere disposti sullo stesso piano. Nel caso in cui i camerini a disposizione siano disuguali o disposti su piani differenti, il direttore di scena d'accordo con l'amministratore di compagnia decide la scala gerarchica che fu, in passato, oggetto di notevoli battibecchi. 
Spesso è disponibile un'altra tipologia di camerino, detto amministrazione, dotato di telefono e negli ultimi anni, di connessione internet.
Nei teatri che ospitano stagioni musicali e in quelli dove non è disponibile abbastanza spazio, viene utilizzato per le comparse, gli orchestrali e il coro, uno spogliatoio unico. Quasi sempre accanto ai camerini è presente la sartoria, stanza provvista di lavatrice o comunque degli attacchi per utilizzarla, appendiabiti ed un ferro da stiro professionale.
Nel caso frequente di un cambio d'abito in tempi stretti, si allestisce un camerino mobile direttamente in palcoscenico, generalmente fatto di legno e stoffa con una piccola luce ed uno specchio di fortuna.
Nel corso del XX secolo, grazie all'apertura di spazi teatrali differenti dal teatro all'italiana, tipologia architettonica che ha predominato per secoli l'edificazione di stabili ad suo spettacolo, molte delle tipiche caratteristiche del camerino sono state soppiantate da questioni logistiche e di praticità. Poiché molti teatri non posseggono compagnie di produzione ma ospitano compagnie di giro, molto spesso i singoli camerini sono tutti uguali, e possono venire assegnati a seconda della comodità o per singole richieste del personale artistico ai differenti componenti del cast artistico medesimo.
In camerino spesso si mangia, si discute, si studia o ci si intrattiene. Alcuni attori portano con loro, durante la tournée, un baule. Questa usanza molto antica, databile agli anni della commedia dell'arte, è nata dall'esigenza, da parte dell'attore, di munirsi di un corredo completo per unirsi ad una compagnia, la quale non era ancora articolata in senso moderno, ma dove gli attori erano anche costumisti, truccatori, scenografi e spesso anche drammaturghi. Quindi doveva possedere tutti i costumi e le parrucche e tutti gli ammennicoli che i ruoli a lui consoni richiedevano. Tutto questo  veniva trasportato da un teatro all'altro nei bauli teatrali che a volte erano di splendida fattura, e che rivelavano chi ne fosse il possessore. Ancora oggi, nei camerini si fa sfoggio di bauli pieni di cianfrusaglie di cui l'attore è spesso gelosissimo.
A mezz'ora dall'inizio di una rappresentazione, il direttore di scena bussa alle porte di tutti i camerini gridando "la mezza, mezz'ora all'inizio dello spettacolo!". Lo stesso richiamo viene dato per "il quarto" ad un quarto d'ora dall'inizio ed "i cinque" a cinque minuti. Questi sono segnali dati in base all'ora prevista di inizio dello spettacolo e spesso tra il segnale dei cinque minuti all'effettivo inizio dello spettacolo passa molto più tempo. Quando finalmente tutto il pubblico è seduto il direttore di scena bussa per l'ultima volta gridando "chi è di scena!", invito a tutti quelli che devono prendere parte all'inizio dello spettacolo di affrettarsi in palcoscenico.